# FK 파르두비체
FK 파르두비체(체코어: Fotbalový klub Pardubice)는 체코의 축구 클럽으로 파르두비체를 연고로 하고 있다.

## 역사
파르두비체는 2008년에 FK 테슬라 파르두비체, FK 유니오르 파르두비체, MFK 파르두비체의 합병으로 창단되었다.
2010년에는 체코의 4부 리그에서 3부 리그인 보헤미안 리가로 승격하였다. 이어 곧바로 2012년에 2부 리그로 승격하였다. 보헤미아 풋볼 리그는 각 조의 우승팀이 승격하는데 파르두비체는 2011-12 시즌에 조에서 2위를 승격 조건이 안되었지만 우승팀 MFK 흐루딤은 1부 리그의 경기장 요건을 충족하지 못해 승격되지 못하며 대신 파르두비체가 승격하였다. 이후 계속해서 2부 리그에 머물다 2019-20 시즌에 1위를 차지하며 1부 리그로 승격하였다.

## 리그 기록
| - 2008–2010 디비시온 C - 2010–2012 보헤미안 포트발로바 리가 - 2012–2020 포트발로바 나로드니 리가 - 2020– 포르투나 리가 - 1부 리그에서 머문 시즌 수: 3 - 2부 리그에서 머문 시즌 수: 8 - 3부 리그에서 머문 시즌 수: 2 - 4부 리그에서 머문 시즌 수: 2 |

### 세부 기록
| 시즌    | 리그    | 순위 | 경기수 | 승 | 무 | 패 | 득 | 실 | 차  | 승점 | 컵      |
| ------- | ------- | ---- | ------ | -- | -- | -- | -- | -- | --- | ---- | ------- |
| 2010–11 | 3. 리가 | 3위  | 34     | 18 | 7  | 9  | 61 | 27 | +34 | 61   | 64강    |
| 2011–12 | 3. 리가 | 2위  | 34     | 21 | 5  | 8  | 81 | 32 | +49 | 68   | 32강    |
| 2012–13 | 2. 리가 | 7위  | 30     | 14 | 4  | 12 | 47 | 31 | +16 | 46   | 32강    |
| 2013–14 | 2. 리가 | 11위 | 30     | 10 | 7  | 13 | 32 | 32 | 0   | 37   | 32강    |
| 2014–15 | 2. 리가 | 8위  | 30     | 12 | 9  | 9  | 37 | 34 | +3  | 45   | 32강    |
| 2015–16 | 2. 리가 | 6위  | 28     | 10 | 8  | 10 | 29 | 29 | 0   | 38   | 16강    |
| 2016–17 | 2. 리가 | 7위  | 30     | 10 | 9  | 11 | 31 | 33 | –2  | 39   | 32강    |
| 2017–18 | 2. 리가 | 3위  | 30     | 16 | 3  | 11 | 44 | 30 | +14 | 51   | 64강    |
| 2018–19 | 2. 리가 | 7위  | 30     | 11 | 11 | 8  | 45 | 34 | +11 | 44   | 32강    |
| 2019–20 | 2. 리가 | 1위  | 30     | 22 | 4  | 4  | 55 | 19 | +36 | 70   | 64강    |
| 2020–21 | 1. 리가 | 7위  | 34     | 15 | 7  | 12 | 41 | 42 | –1  | 52   | 1라운드 |
| 2021–22 | 1. 리가 | 11위 | 35     | 9  | 10 | 16 | 42 | 68 | –26 | 37   | 32강    |

## 선수 명단

### 현역
- 미할 흘라바티(2022 ~ )
- 크리스토프 다녜크(2023 ~ )
- 토마시 솔릴(2018 ~ )
- 파블로 오르티즈(2023 ~ )